# Teddy Bear
Teddy Bear (En danés: 10 Timer til Paradis, "10 horas hasta el paraíso") es una película danesa del año 2012 protagonizada por Kim Kold, un culturista danés que viaja hasta Tailandia en busca del amor. La película fue dirigida por Mads Matthiesen y escrita por Matthiesen y Martin Zandvliet. Teddy Bear está basada en el corto del propio Matthiesen, Dennis (2007) que también protagonizó Kold interpretando el mismo rol.

## Argumento
A pesar de su físico, Dennis (Kim Kold), un treintañero danés y vigoréxico, nunca ha tenido una novia y vive con su anciana madre, Ingrid (Elsebeth Steentoft), en una pequeña localidad a las afueras de Copenhague.
Al llegar tarde de una cita, Ingrid interroga a Dennis acerca de su paradero durante toda la noche y éste se inventa una excusa y acaba por decirle a su madre que por culpa de ser tan posesiva siempre había tenido dificultades para entablar una relación. Las cosas parecen volverse más tristes para Dennis cuando su tío Bent (Allan Mogensen), se casa con una joven tailandesa, lo que le hace sentirse más desesperanzado con su vida.
Bent considera que las opciones de su sobrino de entablar una relación aumentarían yéndose fuera de Dinamarca, por lo que le compra un vuelo a Tailandia. Dennis se va, contándole a su madre que viaja a Alemania para competir en un torneo de culturismo.
Al principio, el cambio cultural abruma a Dennis, que comienza a sentirse más cómodo una vez conoce a Scott (David Winters), un hombre americano de mediana edad que le presentó a su tío la que se convirtió en su esposa. Scott hace de celestino ofreciendo a Dennis concertar una cita a ciegas, idea que fortalece su confianza.
Sin embargo, esa noche Dennis comienza a sentirse inquieto cuando se da cuenta de que el bar en el que tiene lugar la cita es frecuentado por hombres mayores que buscan placer con las mujeres que trabajan para Scott (que resultan ser prostitutas). A pesar de todo, Dennis coge a una de ellas y la lleva a su hotel pero la vulgaridad y la naturaleza un tanto aséptica del lugar le hacen dudar y finalmente rechaza llegar a más.
A la mañana siguiente, Dennis visita un gimnasio local donde Prap (Prap Porambhuti) y Bobby (Bobby Murcer), dos de los clientes, le reconocen por su carrera como culturista. Mientras hablan sobre su pasión, la timidez de Dennis desaparece y Prap le presenta a Toi (Lamaiporn Sangmanee Hougaard), la mujer que regenta el gimnasio. Al principio Dennis piensa que tiene más en común con los otros dos, por lo que Toi no le llama la atención. Eso le hace ir por segunda vez al bar de Scott pero lo abandona a los pocos minutos de conocer a otra prostituta.
Después de una invitación de Prap, Dennis le acompaña a él y a sus amigos y entonces, una conversación que mantiene con Toi enciende la chispa de la atracción. Un día de diversión y turismo concluye con una cita en el apartamento de Toi. Allí, ambos se besan apasionadamente pero la timidez de Dennis volvió a aparecer y abandonó apresuradamente el apartamento. Pero, dándose cuenta de que Toi era la única mujer con la cual alguna vez había sentido una conexión, vuelve y los dos se abrazan y duermen en los brazos del otro sin tener relaciones sexuales.
Dennis, con planes de futuro, regresa a Dinamarca. Incapaz de mentir más, finalmente le cuenta la verdad a su madre. Ingrid, enfadada, le acusa de ser un turista sexual y le prohíbe ver a Toy nunca más. Dennis accede pero, en secreto, le dice a Toi de ir a Dinamarca con él de forma permanente e intenta evitar presentarle a su madre. Dennis le cuenta que todo el tiempo que pasa con su madre es debido a su estado de convalecencia por problemas del corazón y no porque viva con ella.
Al final, la farsa se cae, fruto de un encuentro de Dennis y Toi con su madre en un centro comercial. Tratando de mitigar el enfado de Ingrid, Dennis vuelve a casa y la encuentra sentada en la mesa con una mano lesionada. Él va a su habitación, se encuentra todo destrozado y llora en silencio. Ingrid le revela que todas las inseguridades que tiene son provocadas porque el padre de Dennis, la abandonó antes de que naciese.
Finalmente, los intentos de Ingrid por hacerse la víctima caen en saco roto debido a la fuerte intención de Dennis por ser independiente. Es entonces cuando Dennis empaqueta sus pertenencias y le da a su madre un beso de despedida. La última escena muestra como coge el coche con Toi y se intercambian miradas cariñosas mientras se dirigen a su nuevo hogar.

## Producción
Teddy Bear fue el primer largometraje de Matthiesen. Está inspirado en su corto Dennis, realizado en el año 2007 y que también fue protagonizado por Kold y también fue coescrito por Zandvliet.
El director, Frank Corsaro, después de ver el corto, animó a Matthiesen a convertirlo en un largometraje. Entonces, Matthiesen decidió realizar un casting de gente que no se dedicase a la actuación profesionalmente para que la película fuese lo más realista posible. El propio Kim Kold no era actor cuando realizó el corto de Dennis aunque desde entonces sí se ha hecho un hueco apareciendo en otras películas y shows de televisión.

## Recepción

### Crítica
Manohla Dargis del New York Times denominó Teddy Bear como: "una historia, en su mayoría, muy agradable", y escribió: "Matthiesen tiene una forma muy consistente y gentil de superar las expectativas, a veces con humor".
José Antonio Martín, crítico de EAM Cinema Magazine, define a Matthiesen como: "Un hombre que aún tiene mucho que decir en esto del cine" y considera que la película es un magnífico ejemplo de cine independiente europeo que no necesita de excesivas florituras para llegar al espectador.

### Premios
Matthiesen ganó el premio a mejor director en la categoría de "Cine Internacional - Drama" por Teddy Bear en el Festival de Cine de Sundance de 2012. La película también fue nominada a ganar el Gran Premio del Jurado en la misma categoría, en el Festival de Sundance.